# Томмасо Д'Орсонья
Томмасо Д'Орсонья  (англ. Tommaso D'Orsogna, 29 грудня 1990) — австралійський плавець, олімпійський медаліст.

## Виступи на Олімпіадах
| Олімпіада   | Дисципліна                      | Місце |
| ----------- | ------------------------------- | ----- |
| Лондон 2012 | естафета 4 × 100 вільним стилем | 4     |
| Лондон 2012 | комплексна естафета 4 × 100     | 3     |